# Nariyasu Yasuhara
Nariyasu Yasuhara (født 9. august 1968) er en tidligere japansk fodboldspiller.
Han har spillet for flere forskellige klubber i sin karriere, herunder Nagoya Grampus Eight.